# Soyuz 28
Soyuz 28 fue una misión de una nave Soyuz 7K-T lanzada el 2 de marzo de 1978 desde el cosmódromo de Baikonur con dos cosmonautas a bordo hacia la estación espacial Salyut 6.
La misión de Soyuz 28 fue acoplarse a la estación Salyut 6 para realizar diversos experimentos científicos y técnicos. La misión tuvo lugar mientras la Soyuz 27 permanecía acoplada a la estación. Fue la primera misión en la que viajó un astronauta no soviético ni estadounidense, Vladimír Remek, de la antigua Checoslovaquia, como parte de los cosmonautas de los países del Pacto de Varsovia integrados en el programa Intercosmos. Estas tripulaciones realizaron misiones científicas e investigaciones sobre astronomía, observaciones de los recursos de la Tierra o estudios de la adaptación humana al espacio. Siendo la primera misión del programa Intercosmos por el cual la Unión Soviética proporcionaba acceso al espacio a los diversos países del bloque del este.
La Soyuz 28 regresó el 10 de marzo de 1978.

## Tripulación
- Aleksei Gubarev (Comandante)
- Vladimír Remek (Especialista científico)

## Tripulación de respaldo
- Nikolai Rukavishnikov (Comandante)
- Oldřich Pelčák (Especialista científico)